# Geraniolo deidrogenasi
La geraniolo deidrogenasi è un enzima appartenente alla classe delle ossidoreduttasi, che catalizza la seguente reazione:
geraniolo + NADP+ ⇄ geraniale + NADPH + H+
Agisce anche, più lentamente, su nerolo, farnesolo e citronellolo.